# Azie Tesfai
Azie Tesfai (Los Angeles, 20 dicembre 1992) è un'attrice statunitense principalmente conosciuta per il ruolo di Nadine Hanson nella serie TV Jane the Virgin e per il ruolo di Kelly Olsen nella serie TV Supergirl.

## Biografia
Nata e cresciuta a Los Angeles, è figlia unica e i suoi genitori sono emigrati dall'Eritrea. Durante i suoi anni di studio all'università cominciò a frequentare audizioni e corsi di recitazione. L'attrice si è laureata in economia aziendale all'Università della California - Berkeley.
Azie Tesfai ha fondato un'associazione benefica chiamata "Fortuned Culture" per aiutare i bambini che vivono in paesi in via di sviluppo come Messico, Etiopia e Cambogia attraverso il guadagno ricavato da varie vendite.

## Filmografia

### Film
- Rosencrantz and Guildenstern Are Undead - Regia di Jordan Galland (2009)
- Sutures (2009)
- Acts of Violence (2010)
- Me Him Her (2015)
- A Kind of Magic (2015)
- Wretched - La madre oscura, regia di The Pierce Brothers (2019)

### Serie televisive
- Wicked Wicked Games - Serie TV, 30 episodi (2006–2007)
- Sands of Oblivion - Film TV, (2007)
- The Cleaner - Serie TV, 1 episodio (2008)
- Melrose Place - Serie TV, 3 episodi (2009–2010)
- 15 Minutes - Film TV (2010)
- Nathan vs. Nurture - Film TV (2010)
- Law & Order: Special Victims Unit - Serie TV, 1 episodio (2011)
- Harry's Law - Serie TV, 1 episodio (2012)
- This American Housewife - Serie TV, 1 episodio (2012)
- I Signori della Fuga - Serie TV, 2 episodi (2012)
- Franklin & Bash - Serie TV, 4 episodi (2012)
- Jane the Virgin - Serie TV, 21 episodi (2014–2016) - Nadine Hanson
- Home & Family - Serie TV, 1 episodio (2015)
- Royal Pains - Serie TV, 1 episodio (2015)
- Silicon Valley - Serie TV, 1 episodio (2016)
- Powers - Serie TV, 2 episodi (2016)
- Rosewood - Serie TV, 1 episodio (2016)
- Superstore - Serie TV, 1 episodio (2016)
- The Real O'Neals - Serie TV, 1 episodio (2017)
- Ghosted  - Serie TV, 1 episodio (2017)
- NCIS: Los Angeles - Serie TV, 2 episodi (2017–2018)
- Il metodo Kominsky - Serie TV, 2 episodi (2018)
- Supergirl - Serie TV, (2019-2021) - Kelly Olsen

### Cortometraggi
- Two for Hollywood (2011)
- Backlash (2014)
- Knock Knock Head Lock (2017)

## Doppiatrici italiane
Nelle versioni in italiano delle opere in cui ha recitato, Azie Tesfai è stata doppiata da:
- Monica Bertolotti in Jane the Virgin
- Gemma Donati in NCIS: Los Angeles
- Sarah Nicolucci ne Il metodo Kominsky
- Emanuela Damasio in Supergirl